# Gazimur
Il Gazimur (in russo Газимур?) è un fiume della Russia siberiana orientale, affluente di sinistra dell'Argun' (bacino idrografico dell'Amur). Scorre nei rajon Borzinskij, Aleksandrovo-Zavodskij, Gazimuro-Zavodskij e Sretenskij del Territorio della Transbajkalia.
Nasce dai rilievi dei monti della Nerča, scorrendo successivamente in una valle piuttosto stretta e alpestre compresa fra i monti Borščovočnyj e i monti del Gazimur, prevalentemente in direzione nord-est; sfocia nell'Argun' nel suo basso corso, a 110 km dalla foce. La lunghezza del fiume è di 592 km, l'area del bacino è di 12 100 km².
Il Gazimur non incontra centri urbani di rilievo in tutto il suo corso.